# ファームボット
ファームボット（英: FarmBot）は、オープンソースに基づく精密農業を目的としたCNC農耕プロジェクトである。ファームボットは、農業用ロボット（2軸または3軸の直交するスライド軸をもつロボット）、ソフトウェア、農業用のデータライブラリを含むドキュメントから構成されている。このプロジェクトの目的は、｢食物を栽培する人すべてを助け、あらゆる人が食物を栽培する際に役に立つ、オープンでアクセスが容易な技術を創造すること｣である。ファームボットはオープンソースプロジェクトであるため、ユーザーが自身の手によってハードウェア、ソフトウェア、ドキュメントの変更や追加を行うことが出来る。 

## 歴史

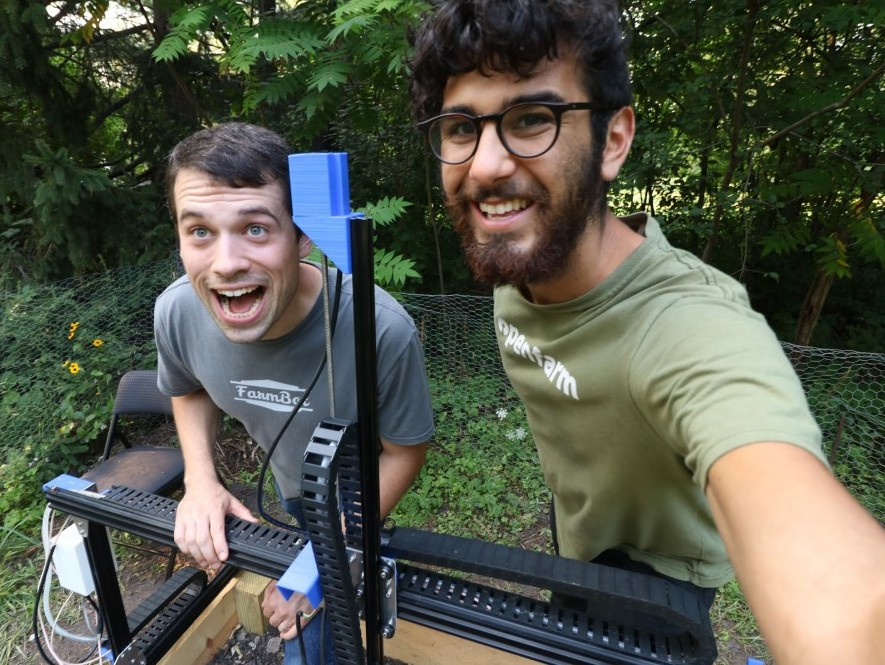
ファームボットの考案者リック・カーリーノ（左）とローリー・アロンソン（右）がイリノイ州 シカゴでファームボットを設置しているところ

ファームボットプロジェクトがスタートしたのは、アメリカ人のローリー・アロンソンが2011年にカリフォルニア・ポリテクニック州立大学で機械工学を研究している時であった。有機農業の選択科目を専攻していたアロンソンは、除草剤や肉体労働を必要とせずにマシンビジョンを用いて雑草を検出･除去するトラクターについて学んだが、そのトラクターの費用は100万ドル以上であった 。 
2013年9月、アロンソンはプロジェクトの目標を概説した次のような白書を発表した。「誰もが農業用機械を組み立てて操作できるようにするために、自由でありオープンソースに基づくハードウェア設計、ソフトウェア、データ、ドキュメントを作成していくコミュニティを構築する」。 
このプロジェクトは、2050年までに世界人口が70〜90億人に増加した際に必要となる食料の60％分の増産に対応するプロジェクトである。またこの精密農業によって、作物の栽培に必要な水の使用量、エネルギー、輸送、石油化学製品、時間を減らすことでき、農業の結果生じる環境への悪影響を軽減することが出来る。 
2014年3月、シャトルワース財団からの助成金によって資金供給を受け、アロンソンはフルタイムでプロジェクトに取り組み始めた。ファームウェア開発者ティム・エバーズとソフトウェア開発者リック・カーリーノは後に主要な開発者としてこのプロジェクトに参加し、プロジェクトの開発を支援するためにオープンソースコミュニティのFarmbot.ccが創設された。 
2014年3月、ローリー・アロンソンはハードウェアキットとソフトウェアサービスを提供し、オープンソースコミュニティを維持する資金源としての役割を担うFarmbot.ioを設立した。2014年と2015年にファームボットはハッカデイ賞を受賞し、2015年には最終選考にまで到達した。Farmbot.ioは9回の設計修正を経て、2016年7月にファームボットの最初の市販バージョンである「ファームボット・ジェネシス（FarmBot Genesis）」の予約注文を開始した。 

## ファームボット・ジェネシス

### 機能
ファームボット・ジェネシスは、植物の最大の高さが0.5メートルまでとして、1.4メートル×2.9メートルの面積に、ジャガイモ、豆、スカッシュ、アーティチョーク、フダンソウをはじめとする30種類の作物を栽培できる。同じエリア内で同時に様々な作物を栽培することができ、屋内、屋外、ビニールハウスでも操業することができる。ファームボット・ジェネシスによる食料生産は、米国の標準的な食料生産より二酸化炭素排出量が25%少なく済むと推定されている。 

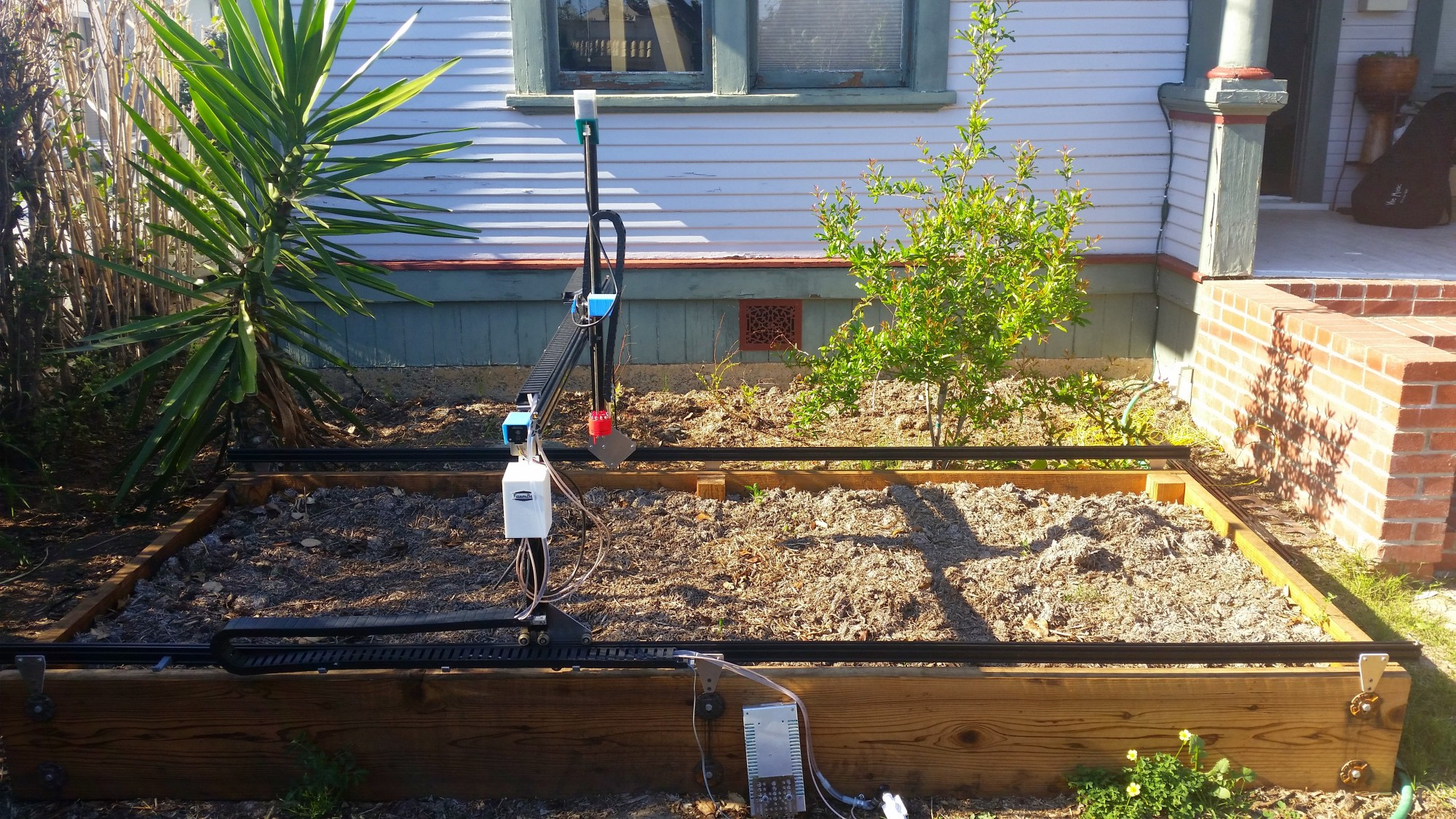
屋外で動作中のファームボット ジェネシス試作品(V0.7)
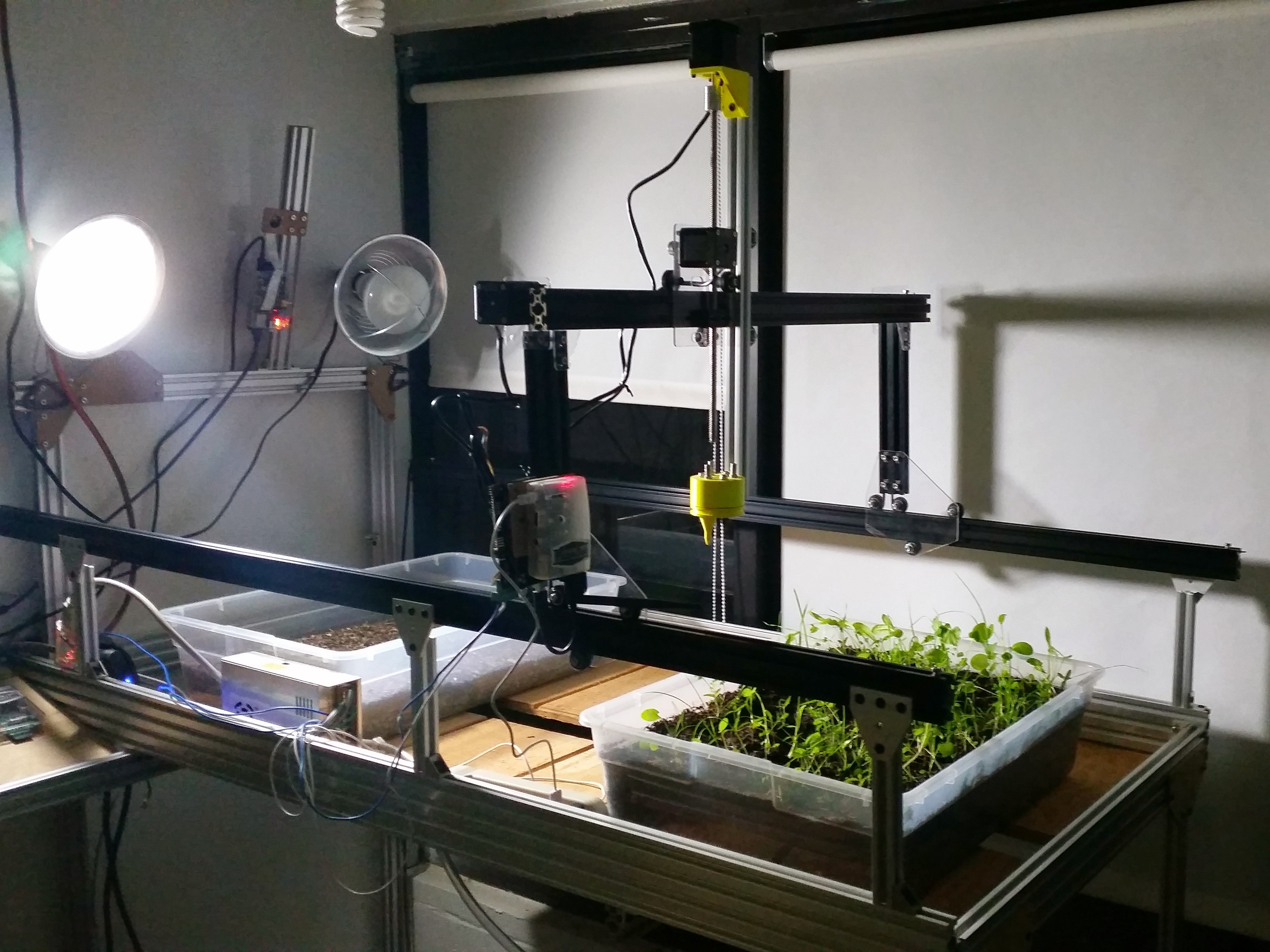
屋内で作動中のファームボット ジェネシス試作品(V0.6)
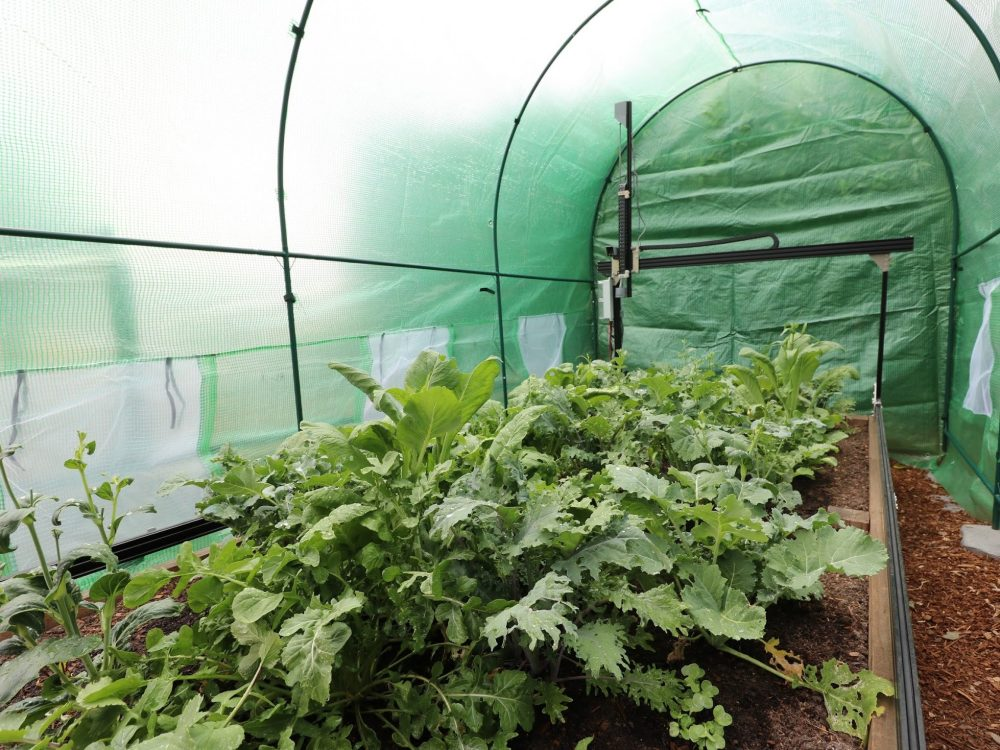
1年中生育可能な温室内に設置されたファームボット
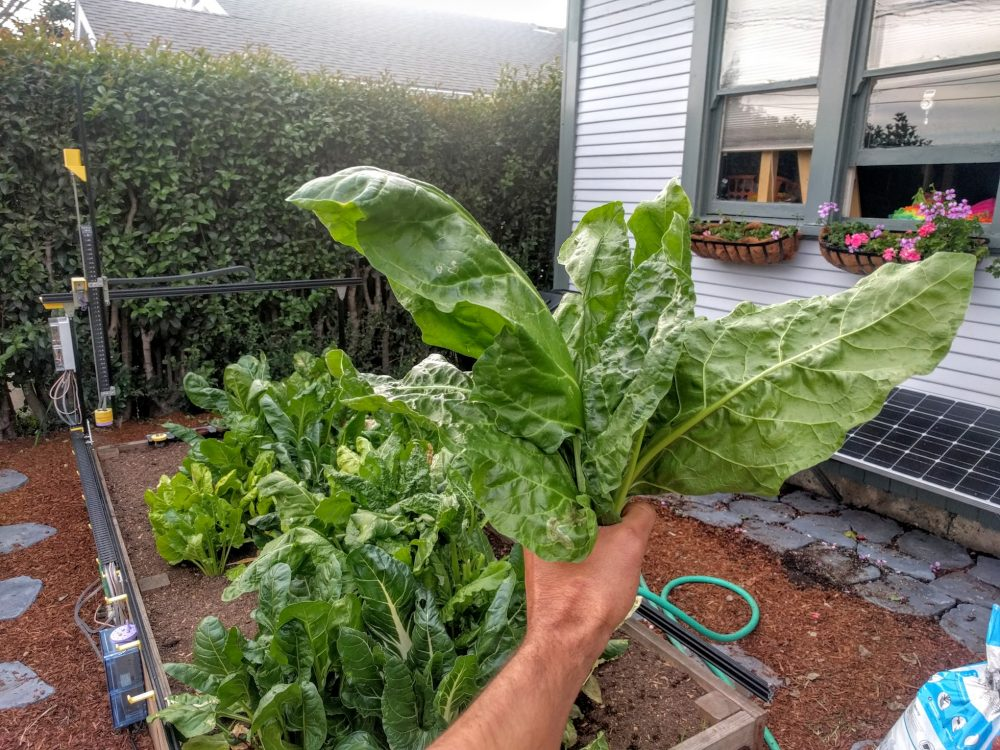
ファームボットが栽培したフダンソウを収穫

 ファームボット・ジェネシスは、種まき、草抜き、水やりなど、収穫前のほぼすべての過程を遂行できる。それらのプロセスを実行するにあたっては、雨水を集めるための樽や太陽電池パネルとバッテリーを含むオフグリッドの電力システム（電力会社の送電網につながっていないシステム）からの電源、インターネット接続、そして水道が必要となる。ファームボット・ジェネシスは、エリアセンサーとインターネットを経由した外部データの双方から、植物の育成年数や気象条件などの要素を考慮したデータを収集することが可能である。 

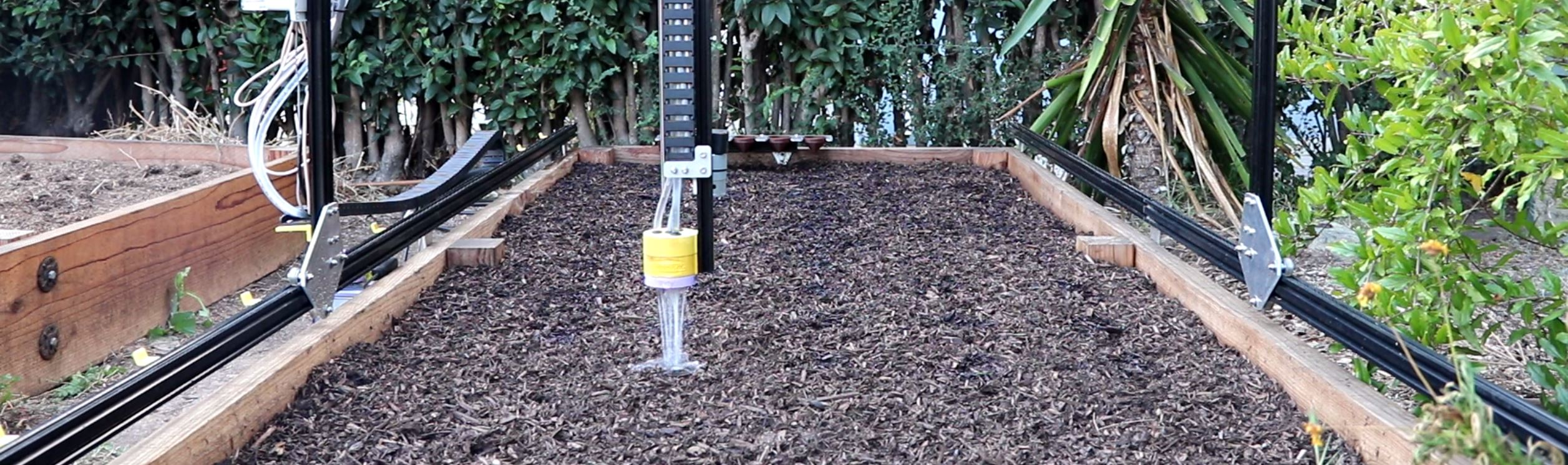
初めて散水するファームボット試作品
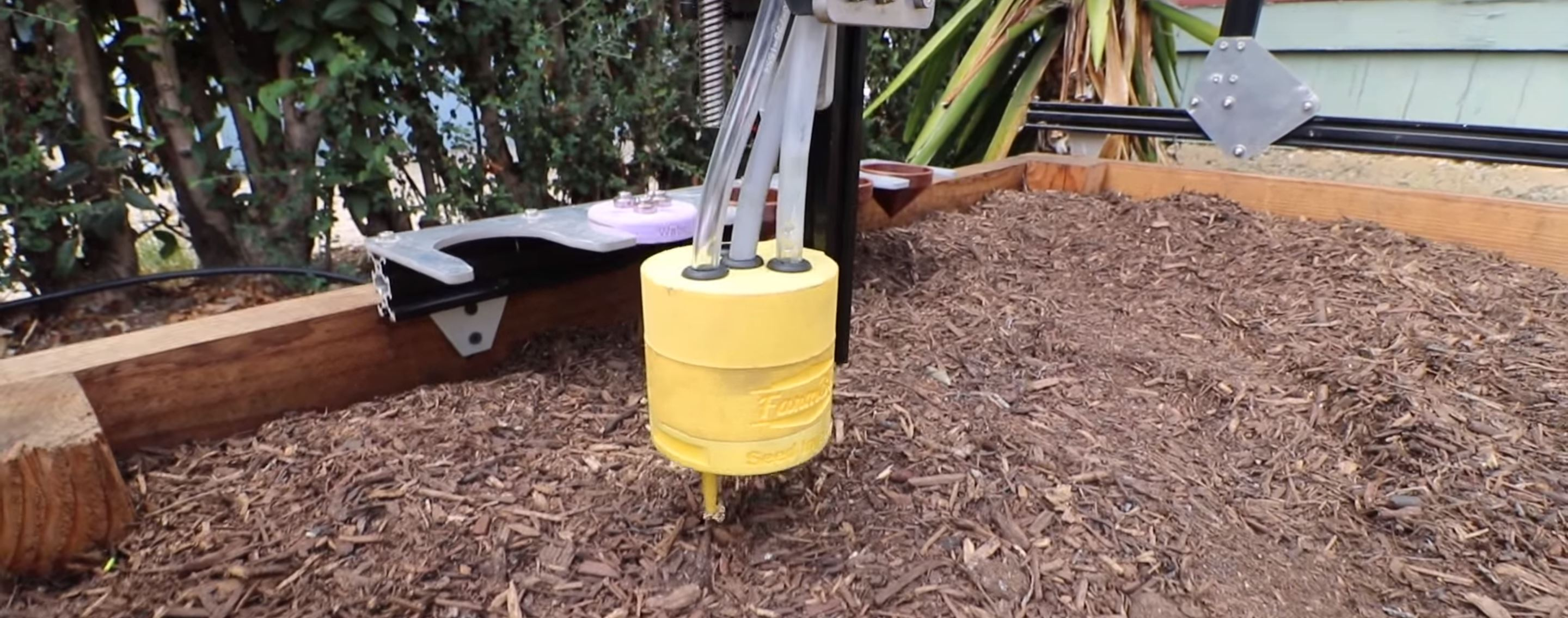
初めて種をまくファームボット試作品
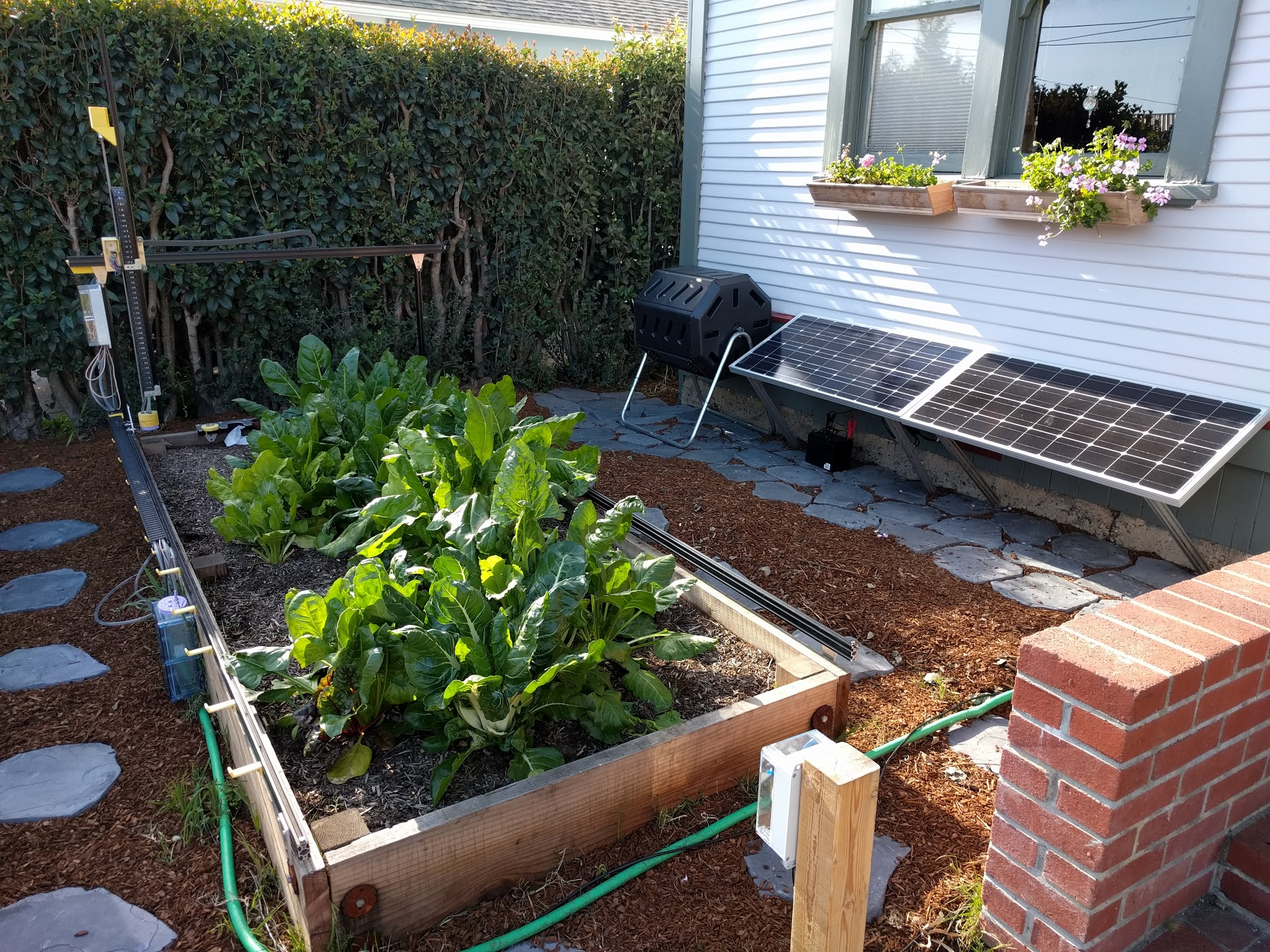
100Wの太陽電池パネル、充電器、コンポスト容器が設置されたファームボット

 ファームボット・ジェネシスは、種子挿入器（シードインジェクター）、散水ノズル、雑草埋め込みツールなど、さまざまなツールをユニバーサルツールマウントに自動的に取り付けることで種々の作業を実行できる。ファームボットは、栽培区域内の全ての植物を最初に植えた種子の位置と比較することによって雑草を識別し、雑草抑制装置を用いて除草することが可能である。 

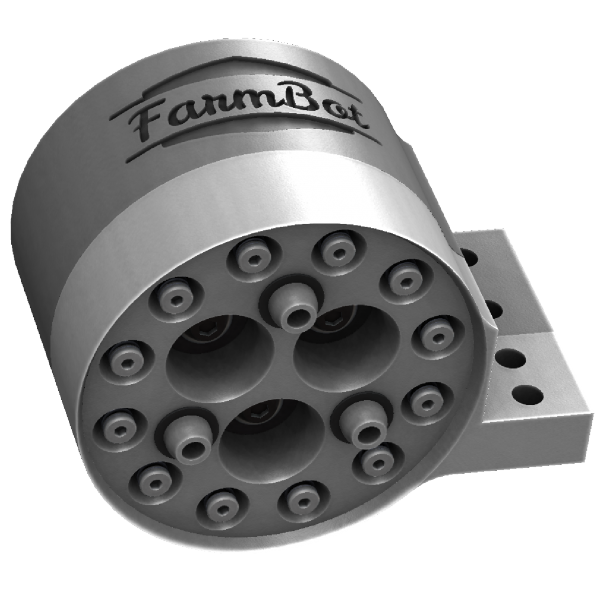
ユニバーサル・ツール・マウント
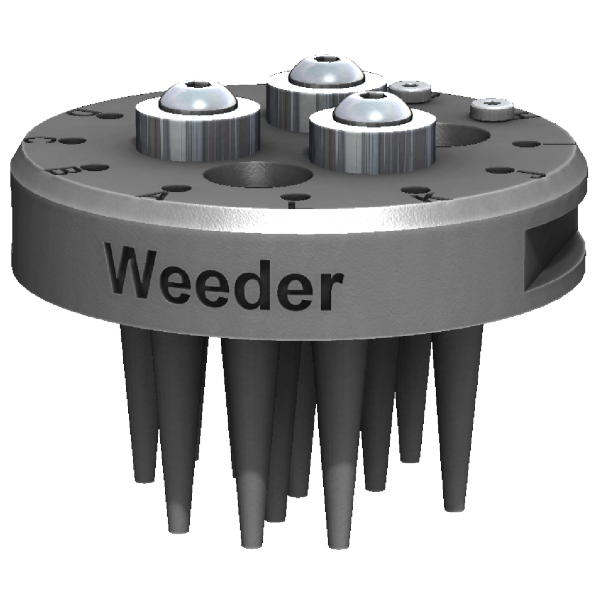
雑草抑制装置
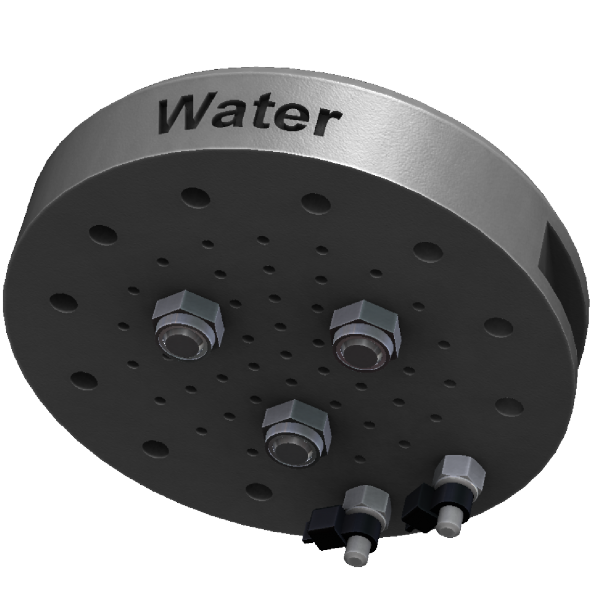
散水ノズル
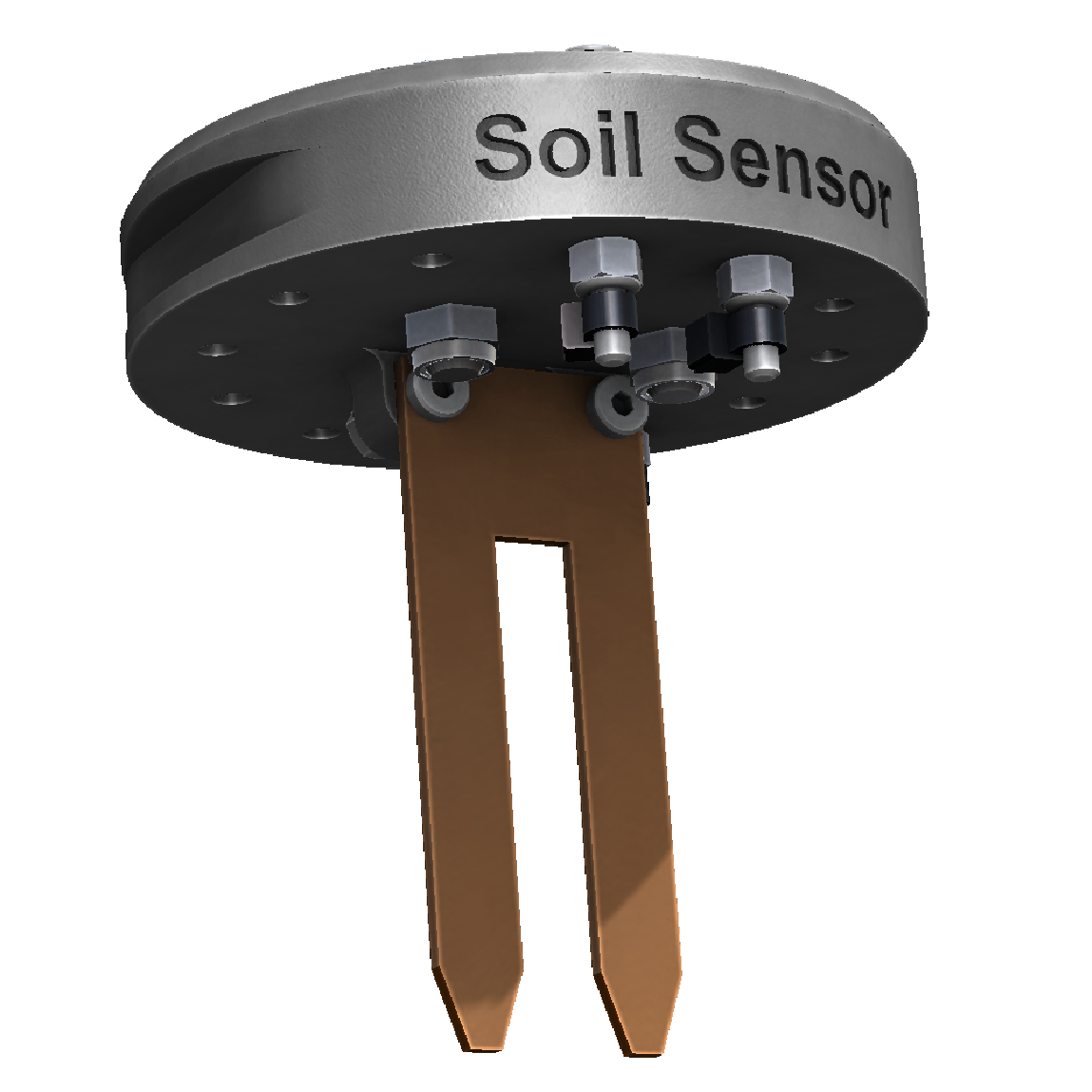
土壌センサー
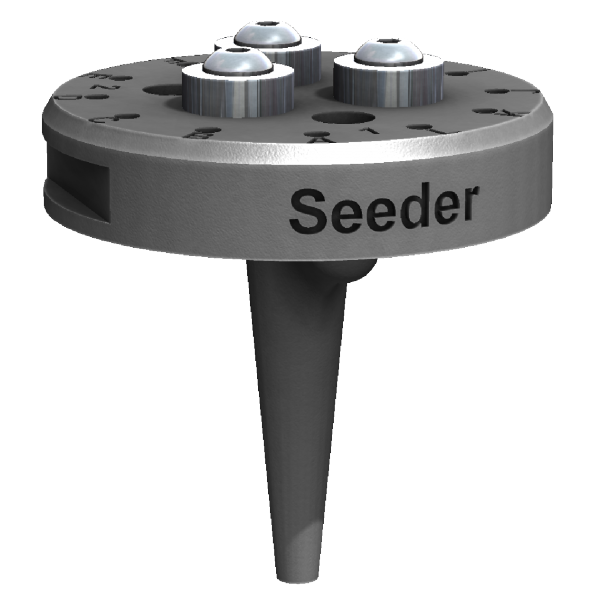
種子挿入装置（シードインジェクター）

 ファームボット・ジェネシスはWebベースのインタフェースを介して制御され、ほぼ全てのインターネットに対応したデバイスで制御できるため、あらゆる場所からリモートアクセスが可能である。ファームボットは、オープンファーム（OpenFarm）と呼ばれるオンライン作物データベースを用いて、作物を成熟したサイズにするための最適な栽培計画を構築する。そして、機械特有の正確さで実験室の条件に合うような栽培計画を実行する。 

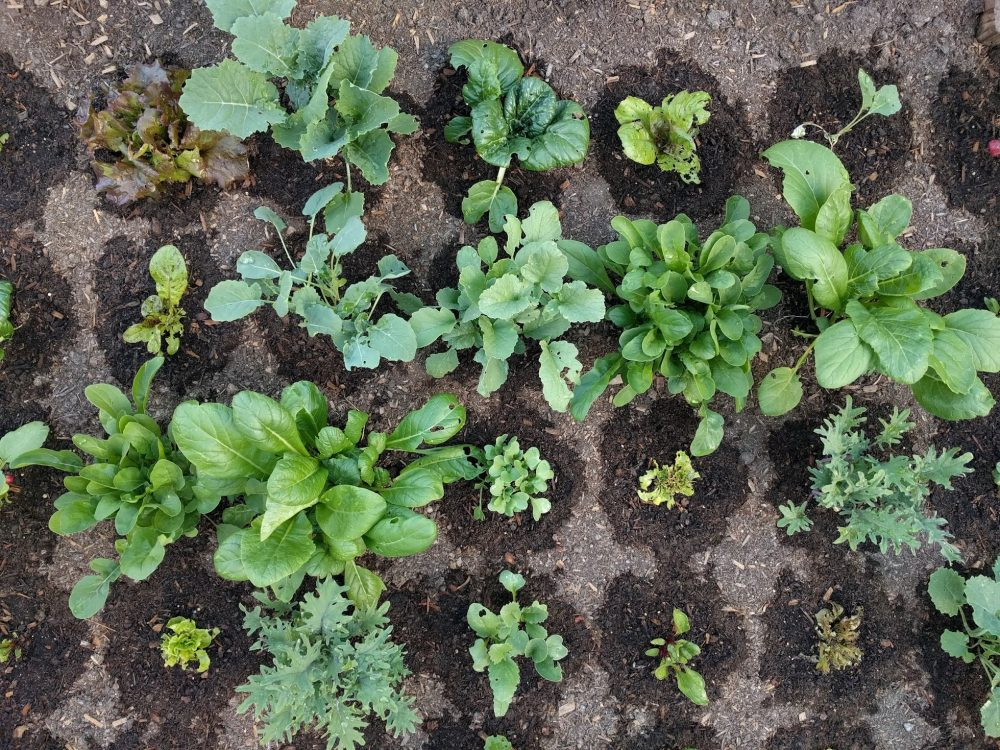
さまざまな冬野菜が一緒に栽培されている。
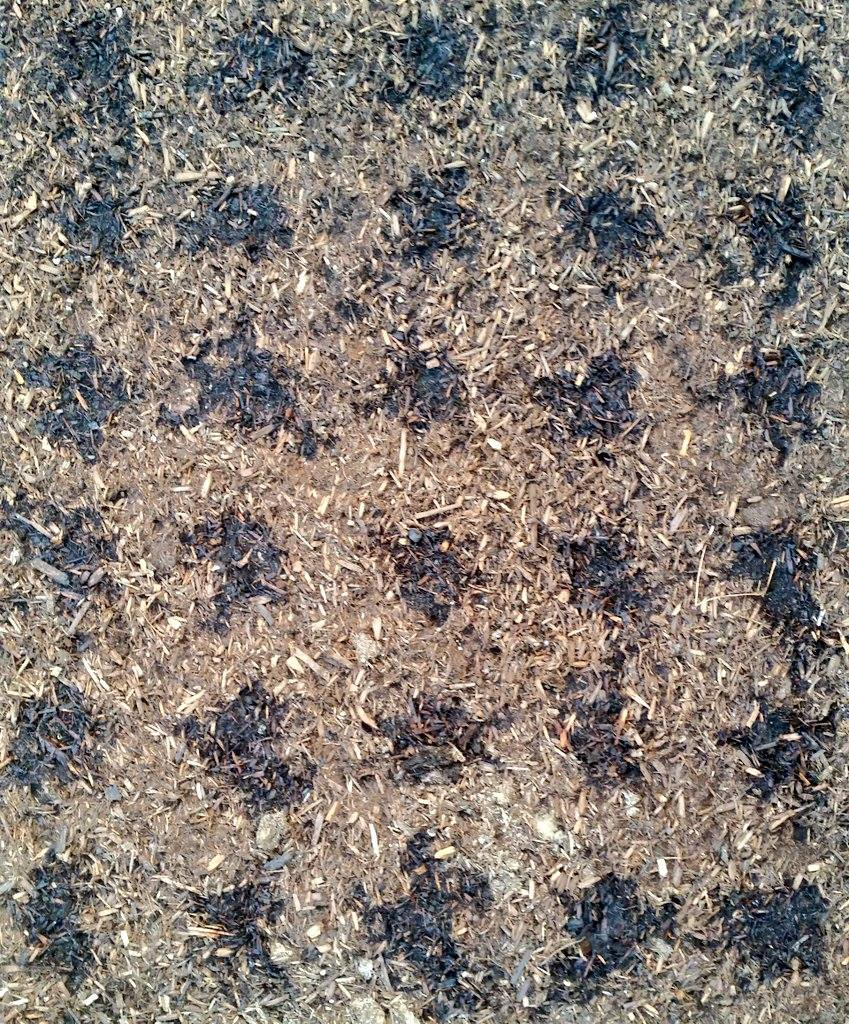
ファームボットは正確な量の水を地面の正確な場所に与えることができる。
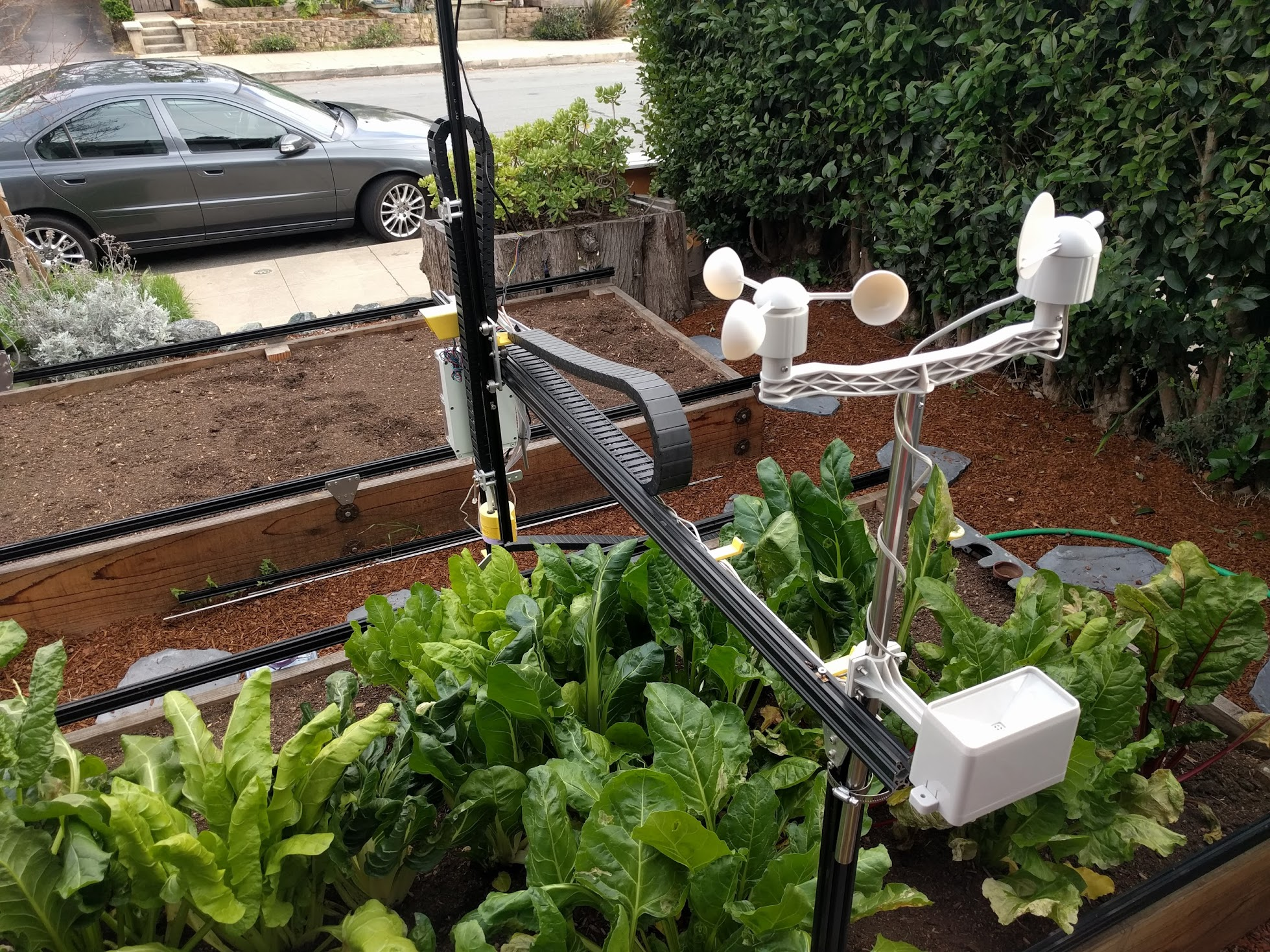
ファームボットは、環境データを収集できるように気象ステーションを増強できる。
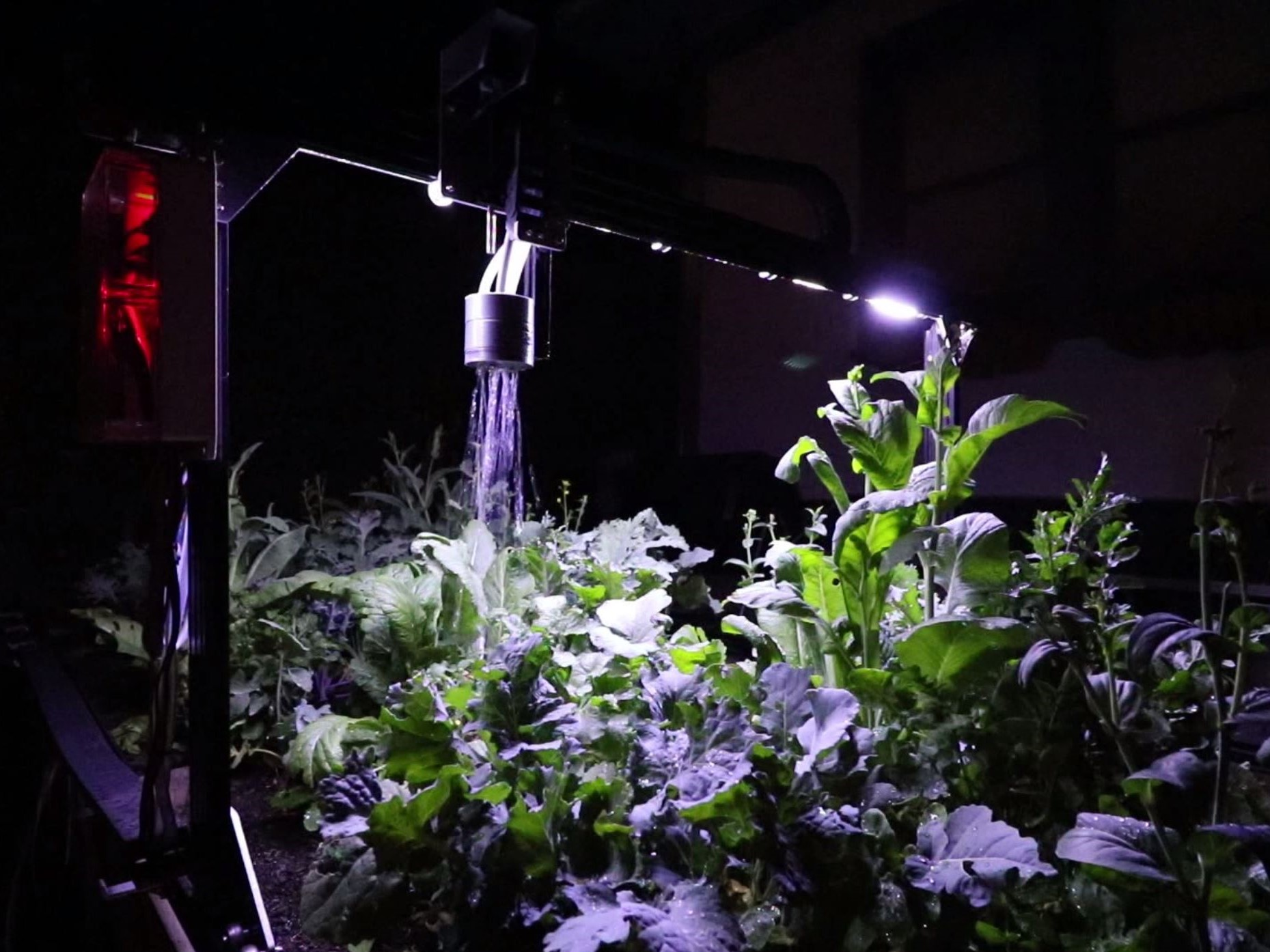
ライト点灯中のファームボット。

### 装置構成

#### ハードウェア
ファームボット・ジェネシスは、オープンソースのハードウェアマシンであることもあり、装置構成の再現性とその入手可能性に重点を置いて設計されている。共通の道具や手順でファームボットは作ることが出来るため、ファームボットは特定のメーカーに依存していない。 

ファームボット・ジェネシスのハードウェアには、門形（ガントリー）と特注の平らな接続プレートからなる3軸の直交ガイドを使用する。このハードウェア構造はウォータージェットカッター、プラズマカッター、レーザーカッター、NC加工、あるいは手動の糸鋸そしてドリルといった多くの工具で利用されている構造である。ファームボット・ジェネシスは、ロータリーエンコーダ付きのNEMA 17 ステッピングモーター、GT2ベルト、OpenBuilds vスロットの押し出しとホイールを含むベルトとプーリーのシステムを採用している。ステンレス製のネジ、Tナット、ワッシャ、ベアリング、ドライブシャフト、リードスクリューによって、機械部分の耐候性と耐食性を高めて、屋外環境での長期運転が可能になる。 

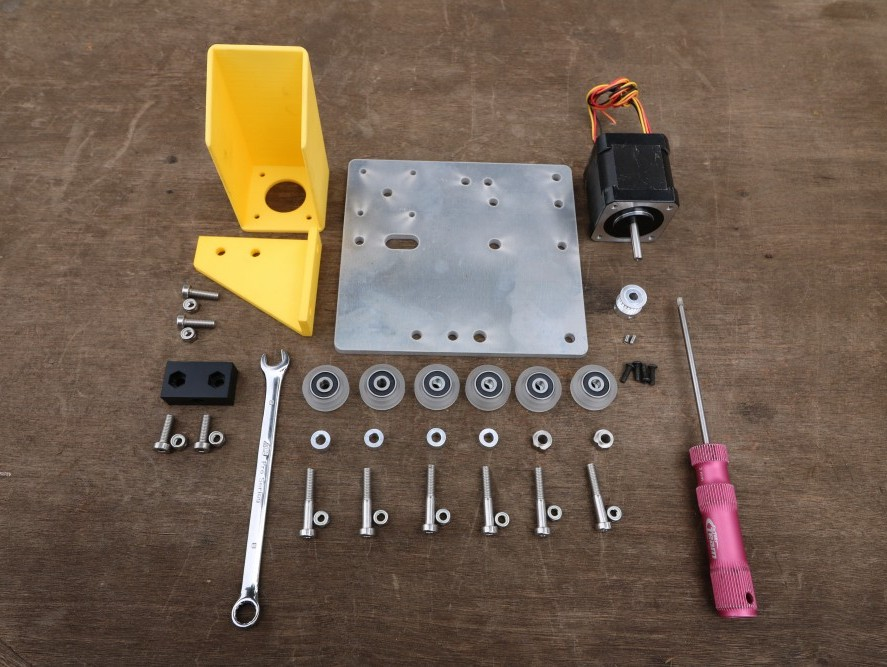
OpenBuilds vスロットホイールのコネクティングプレート、NEMA 17ステッピングモーター、クロススライドを組み立てるためのボルト。
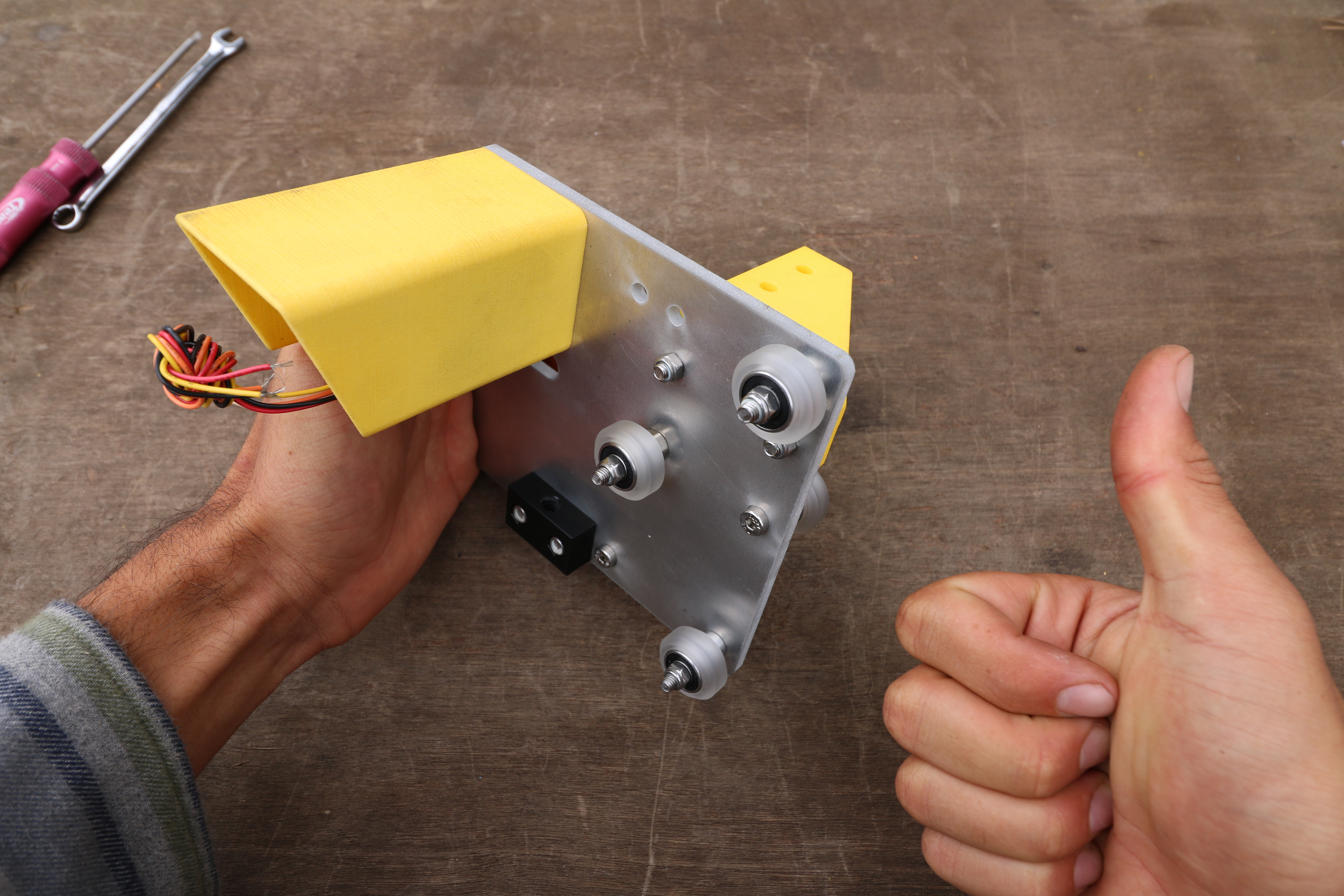
コネクティングプレートに取り付けられたOpenBuilds vスロットホイール。
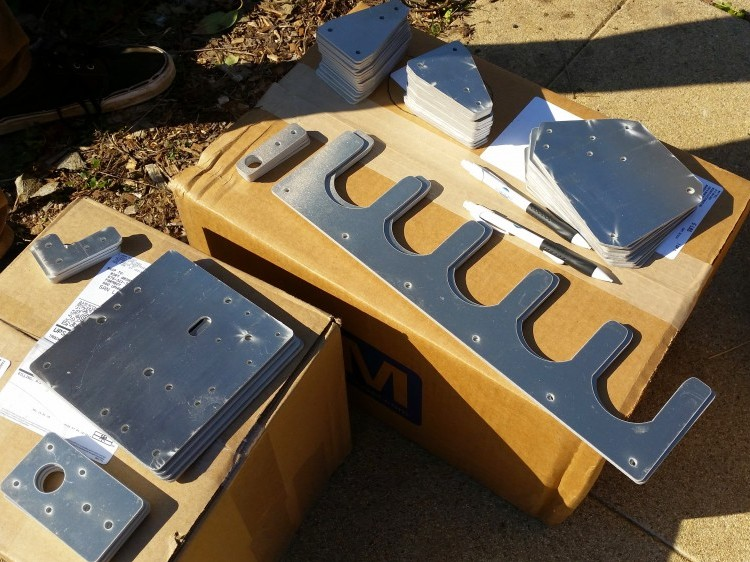
ファームボットは5mmのアルミ板で固定されている。
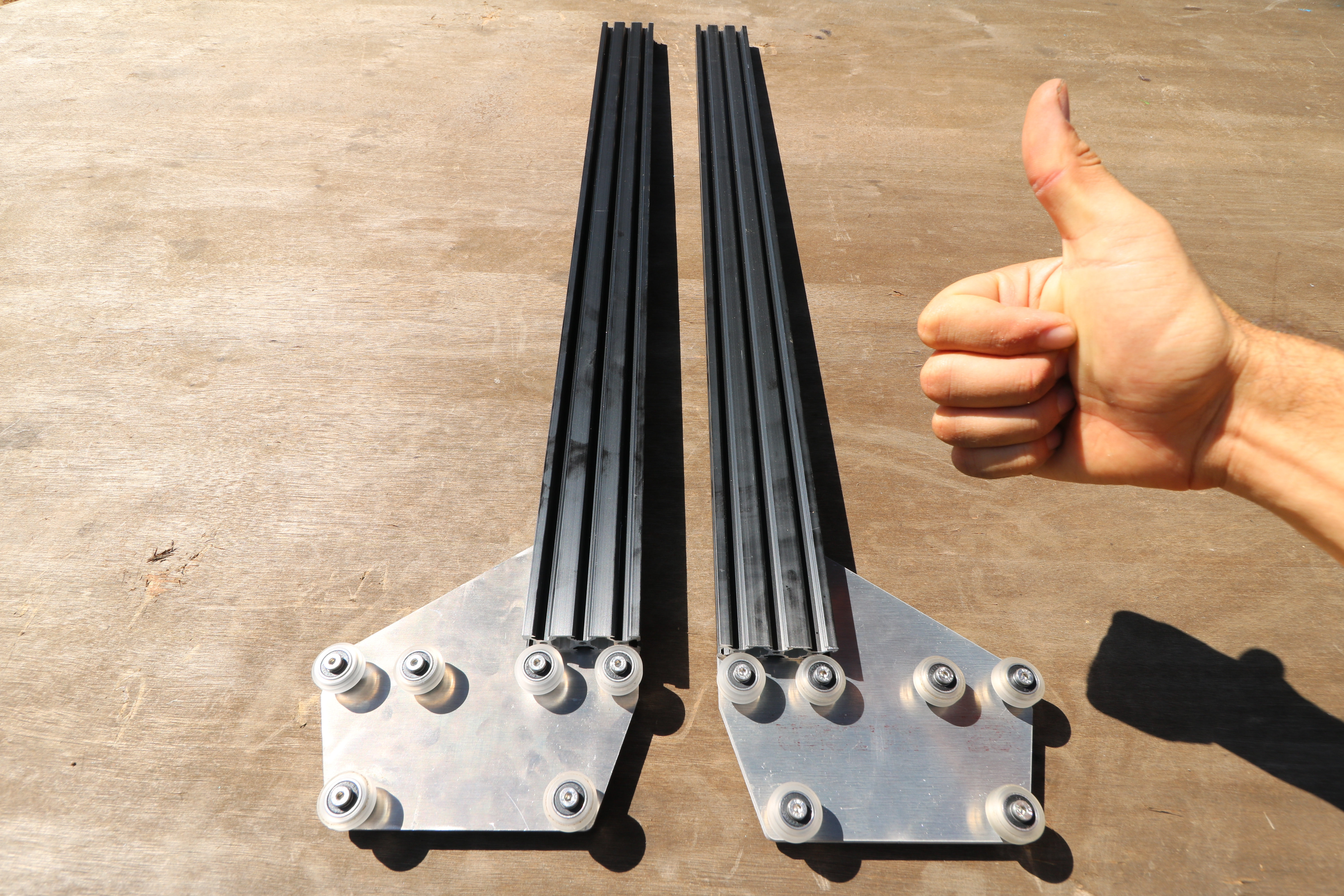
ガントリー形には、コネクティングプレートに取り付けられたOpenBuilds vスロット押し出しとホイールを使用する。

 ファームボット・ジェネシスの電子基板の構成は、Raspberry Pi 3とArduino Mega 2560（RAMPS 1.4シールド付き）とデータを記録するためのカメラから構成されている。 ユニバーサルツールマウントと他のツールは3Dプリンターで製作されており、一般家庭用レベルの熱溶解積層法の3Dプリンター、例えばRepRapプリンターで作成できるよう設計されている。これは、磁気的に結合された液体かもしくは気体用の２つの電気接続部およびコネクタを備えている。 

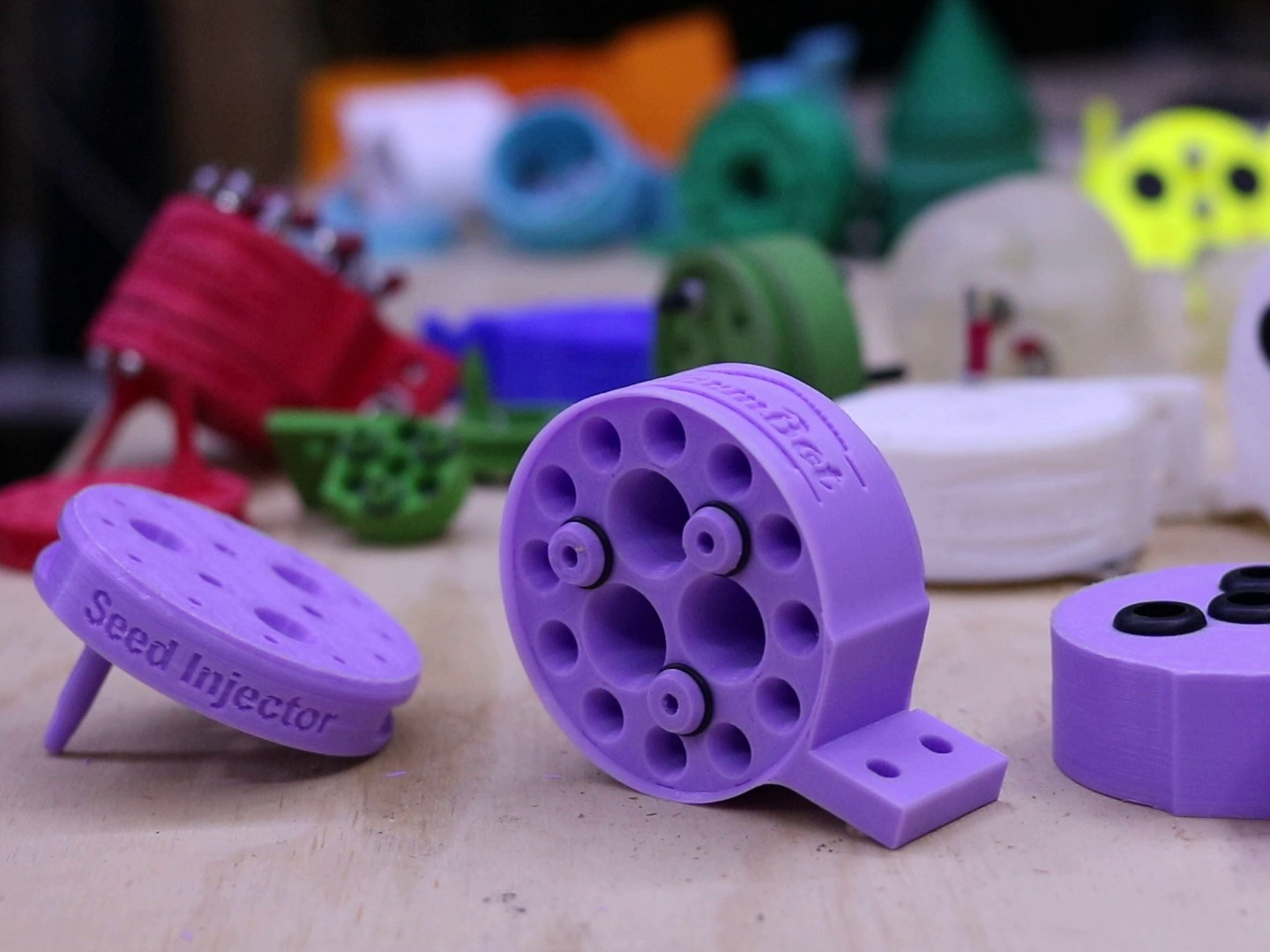
ファームボットのプラスチック部品はすべて、ホビーレベルのFDMプリンターで3D印刷できるように設計されている。
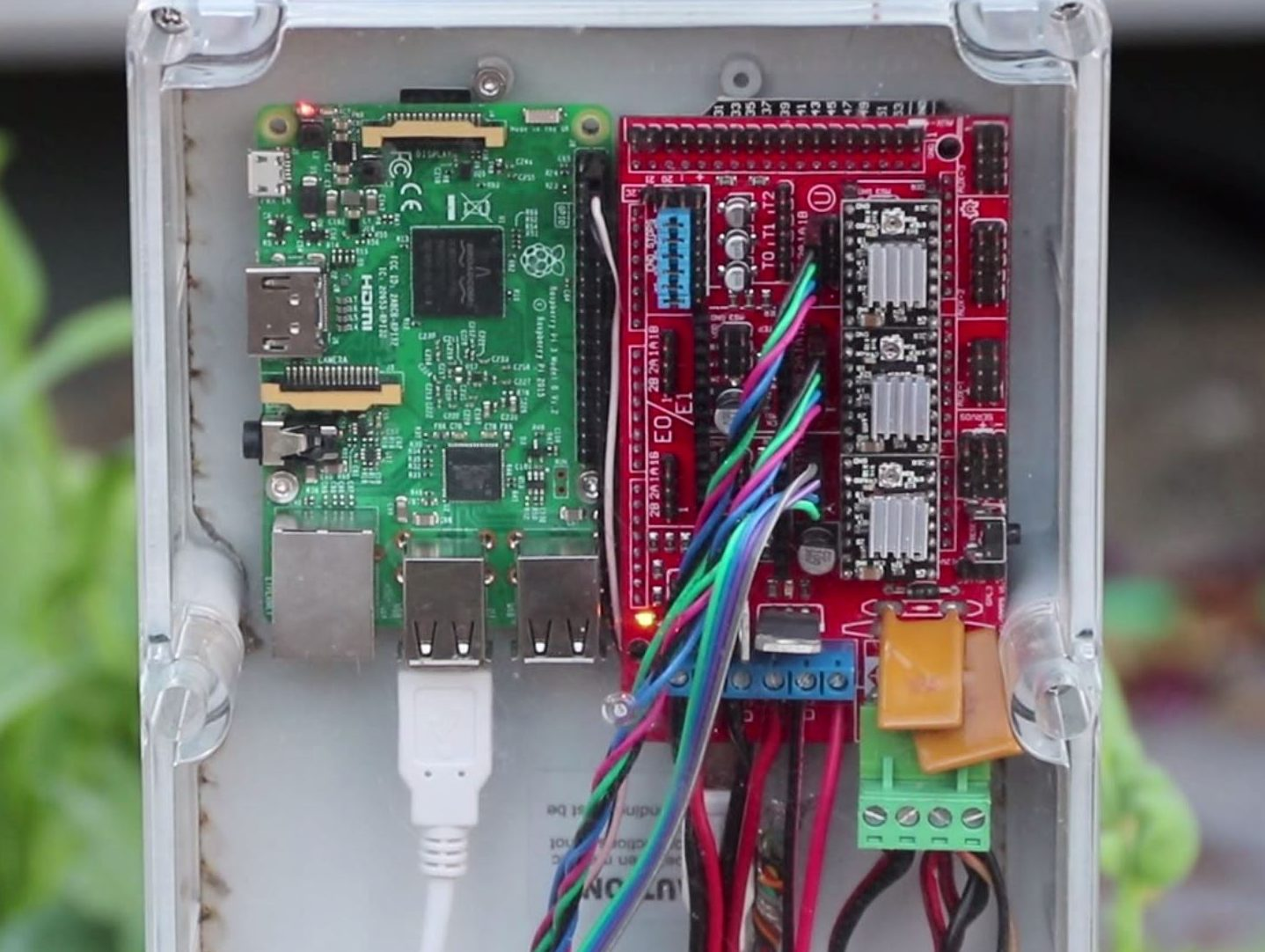
ファームボット・ジェネシスの電子基板：Raspberry Pi(左)、RAMPSシールド付きのArduino MEGA microntroller(右)
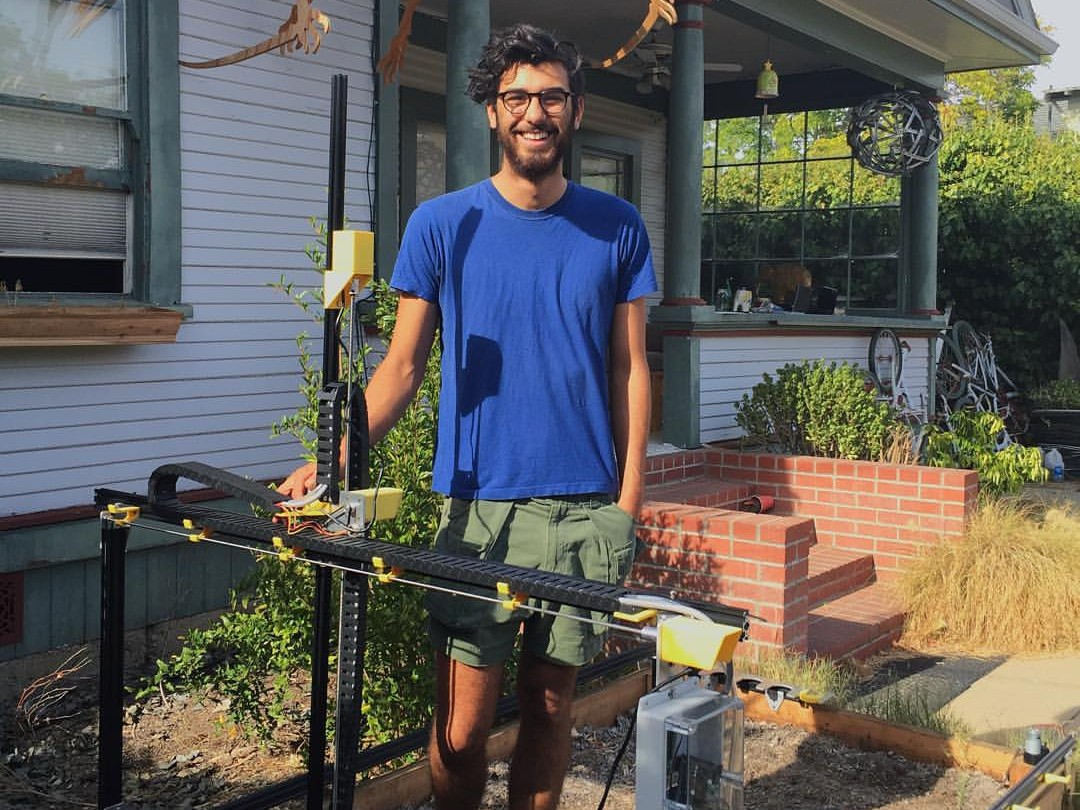
カリフォルニア州サンルイスオビスポ、Rory Aronsonの前庭にあるファームボット・ジェネシス試作品(V0.8)。

#### ソフトウェア
ファームボット・ジェネシスのソフトウェアはWebインターフェースを介して動作し、ほとんどのインターネット対応デバイスでマシンを制御できる。Webアプリは、センサー計測値、場所、時期に基づく気象条件と土壌を含む環境要因、さらに水、肥料や農薬、種子の間隔、といった栽培に関するさまざまな入力条件を調整できる。基本操作を組み合わせたり入れ替えたりすることで、操作順序を組立てたり、時間割りを組み立てたりすることもできる。ソフトウェアはデータのマップ化、リアルタイムロギング、｢オープンファーム｣データベース内にあるオープンな植物データを閲覧するといった操作もできる。すべてのソフトウェアはMITライセンスのもと、GitHubで利用可能である。 

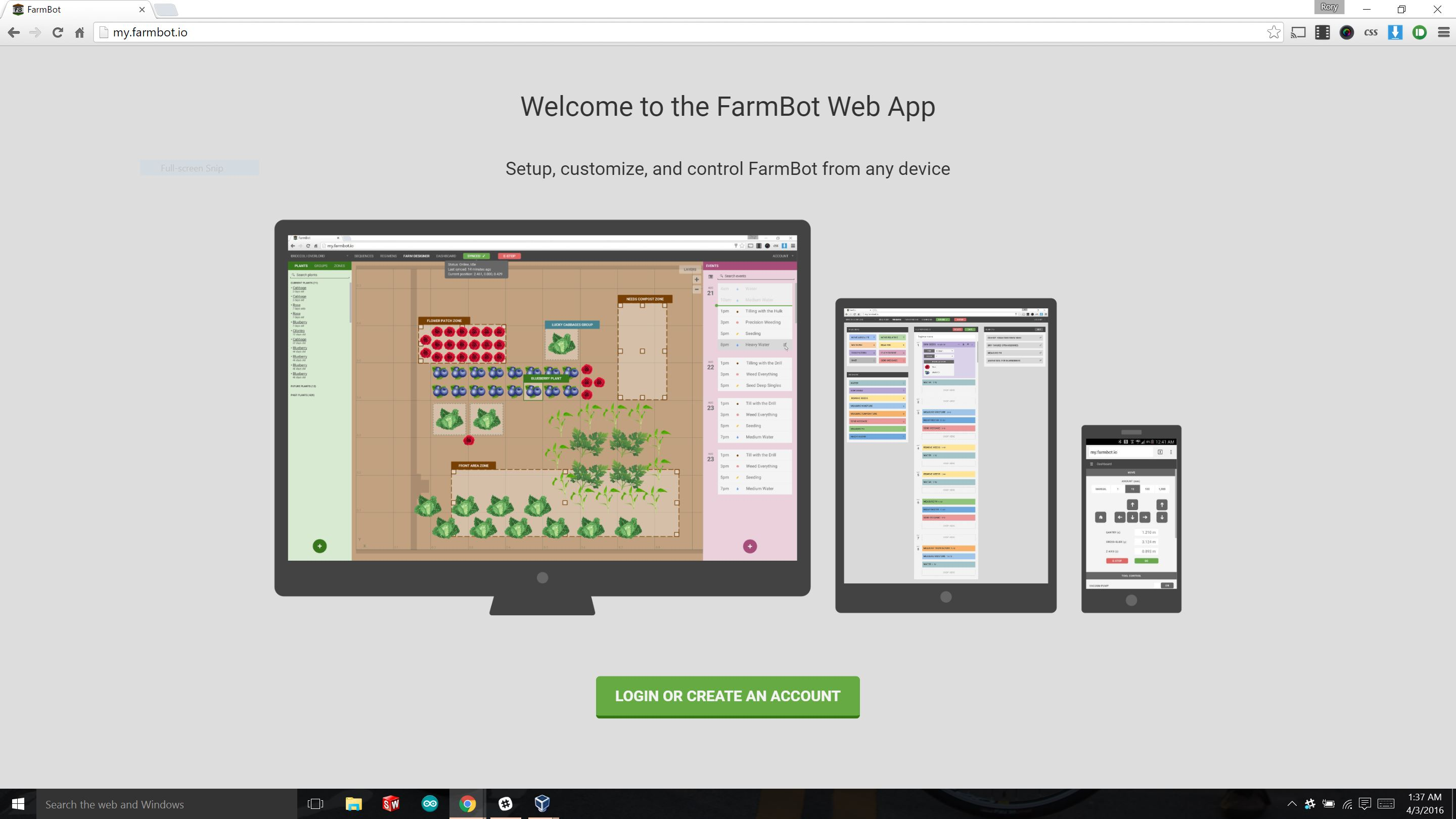
ファームボットは、任意の場所から任意のデバイス上のWebブラウザからアクセスできるWebアプリケーションによって制御および設定される。
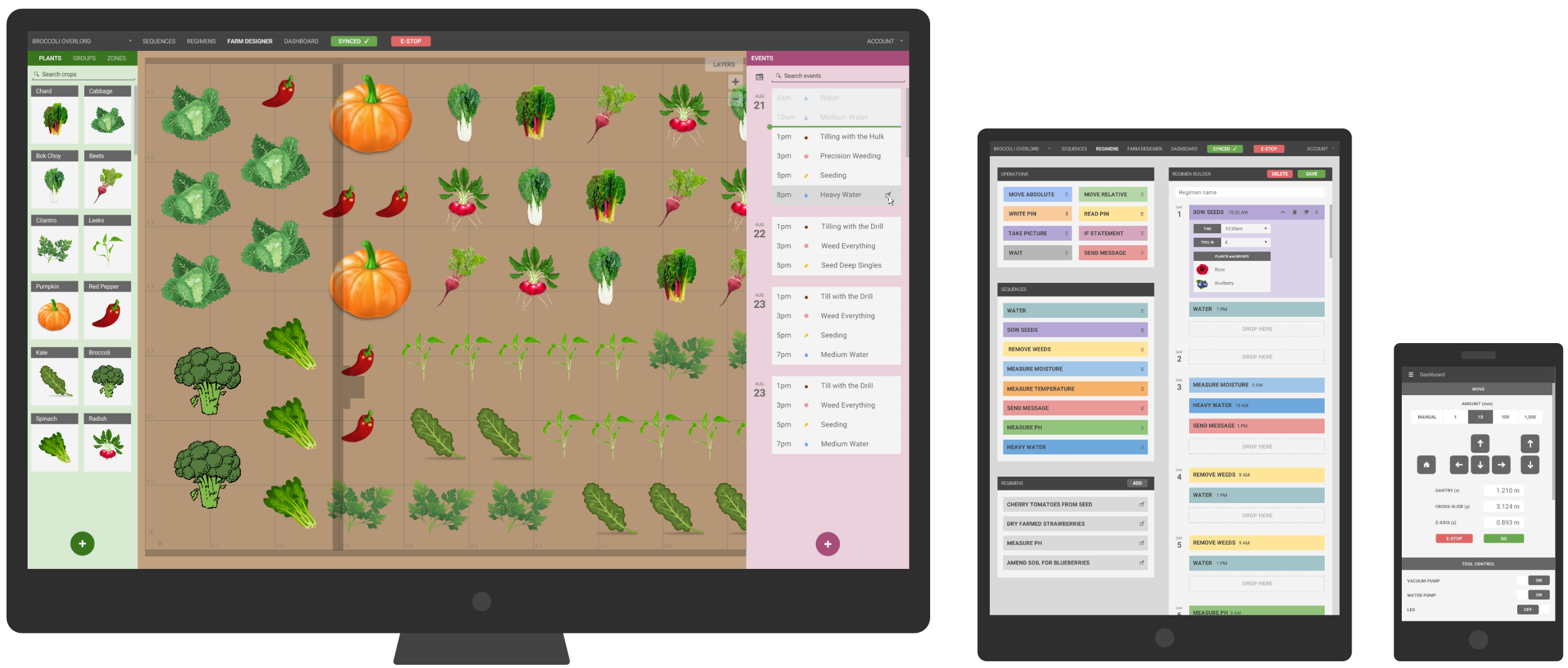
さまざまなデバイス上のファームボット・ジェネシスのWebアプリ。
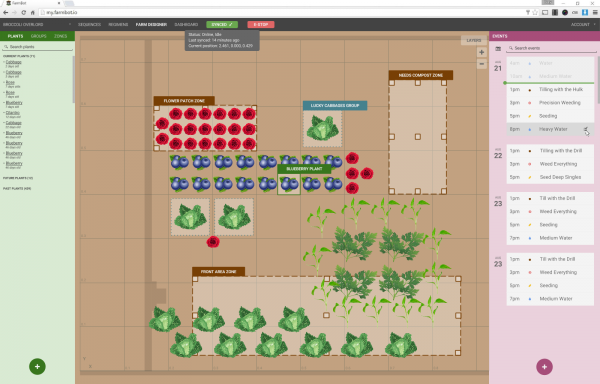
ファームボット・ジェネシス　ファームデザイナーV7。

#### ドキュメンテーション
ファームボット・ジェネシスに関するドキュメントは、ハードウェアとソフトウェアのドキュメント、農業データベース、サポートフォーラムから構成されている。 Wiki、フォーラム、および資料には、組み立て説明書、部品表、トラブルシューティング、過去のバージョンについての資料、および将来の設計計画を含むハードウェアとソフトウェアの資料がある。オープンファームは、作物栽培の手引きやその他の知識に関して、共同で築かれた自由なデータベースである。オープンファームはファームボットの一部として始まったが、後に独自の独立したプロジェクトになった。 

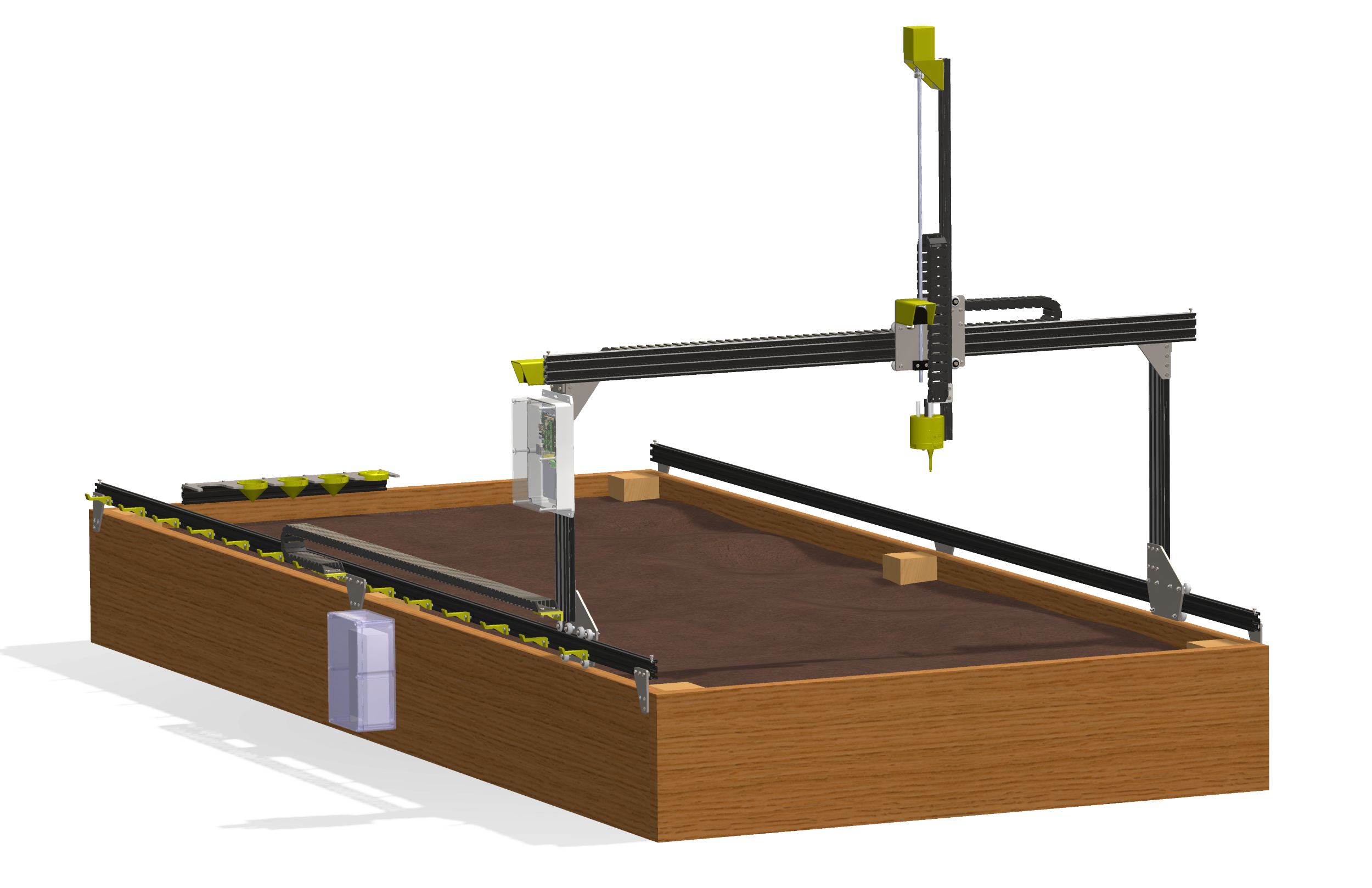
ファームボット・ジェネシス(V0.9) CADレンダリング。
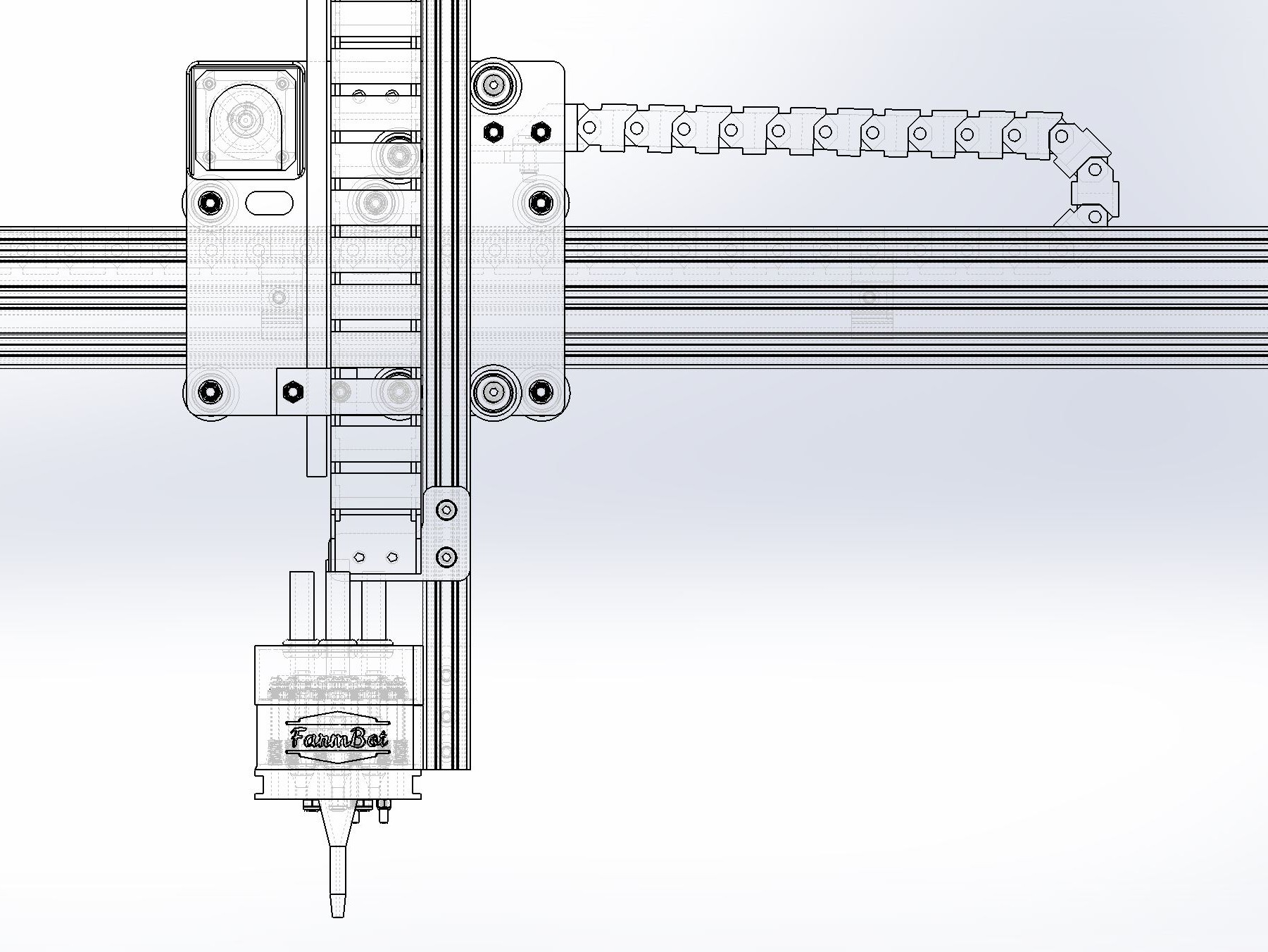
ファームボットのCADモデルは、自由で誰もがダウンロードして変更できる。
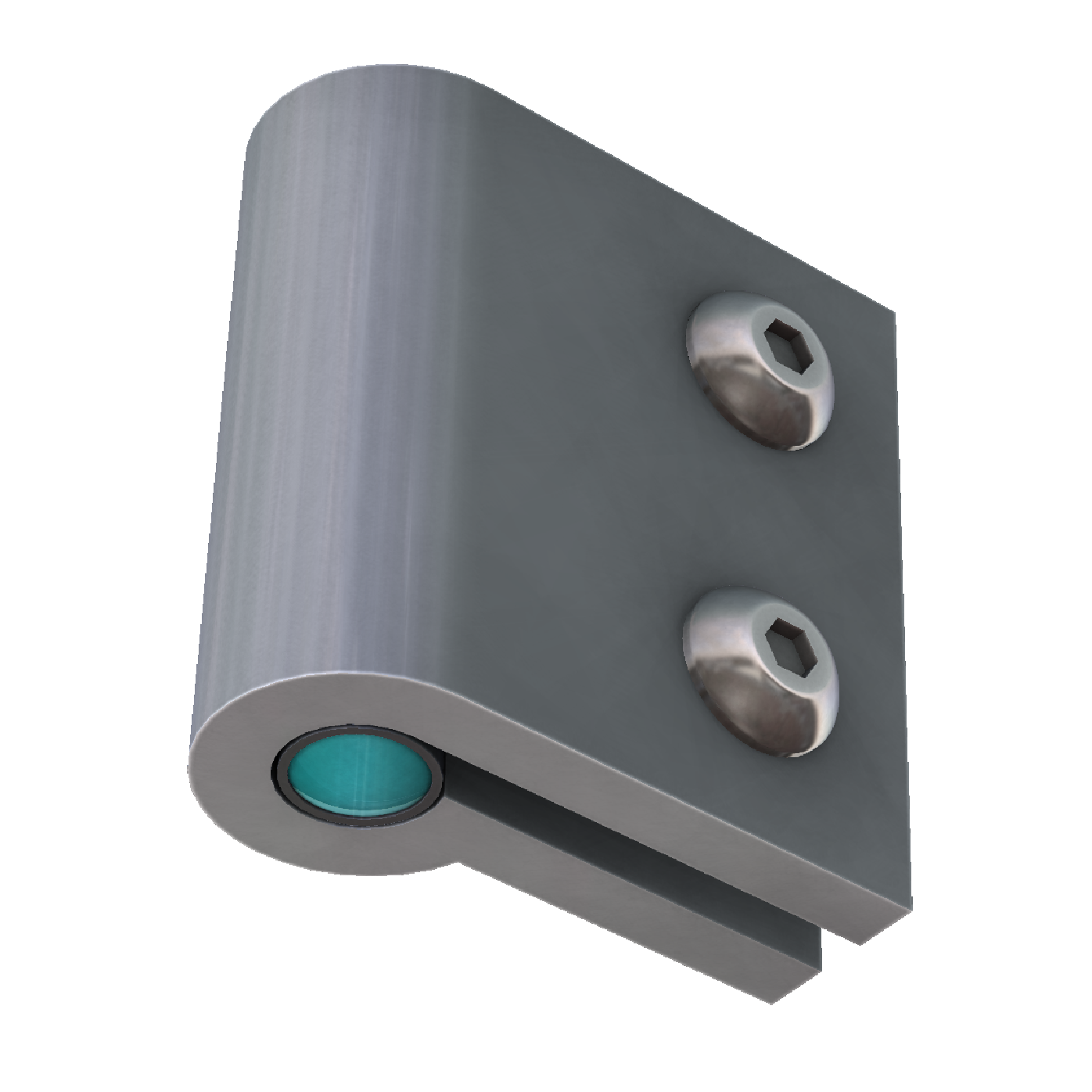
3Dプリントに使用されるカメラアセンブリSTLファイル。